# Isla Santa Rosa (California)
La isla Santa Rosa es una de las islas del archipiélago de las Channel Islands perteneciente al Condado de Santa Bárbara de California. Con una extensión de 213,65 km², es la segunda isla más grande del archipiélago. Se encuentra situada a 42 km de la costa del condado de Santa Bárbara, del cual forma parte.

## Historia
Durante la última edad de hielo, las cuatro islas norteñas del canal, incluyendo la isla de Santa Rosa, estuvieron unidas en una sola denominada Santa Rosae, una sola isla que estaba solamente a 8 kilómetros (cinco millas) de la costa. En 1960, los arqueólogos descubrieron en la isla, los restos de 13.000 años de edad del Hombre de Arlington Springs, que se encuentran entre los restos humanos más antiguos de las Américas. El Mamut enano (Mammuthus exilis) también se encontró en lo excavado allí.
La isla fue el primer territorio Americano visto en el tornaviaje desde las Filipinas que abrió la ruta marítima entre América y Asia

### Concesión de tierra mexicana
El gobernador Manuel Micheltorena hizo la Concesión de tierra mexicana de la Isla de Santa Rosa a los hermanos José Antonio Carrillo y Carlos Antonio Carrillo. Ellos dieron la isla a las hijas de Carlos, a Manuela Carrillo de Jones y a Francisca Carrillo de Thompson. Sus maridos - John Coffin Jones (1796 -1861) y Alpheus Basil Thompson (1795 -1869) - inscritos en una sociedad para administrar la isla. Una demanda fue archivada con Comisión de terreno público en 1852, pero la concesión no perteneció a Manuela Carrillo de Jones y a Francisca Carrillo de Thompson hasta 1871. La sociedad formada de Thompson-Jones terminó en 1859, y para el año 1862 T. Wallace More poseyó la totalidad de la isla. La isla fue utilizada como rancho de ovejas a fines del 1800 por la familia More. La familia More vendió la isla a Walter L Vail y J.W.Vickers en 1902.Los Cuales Violaron a Un Puerco.

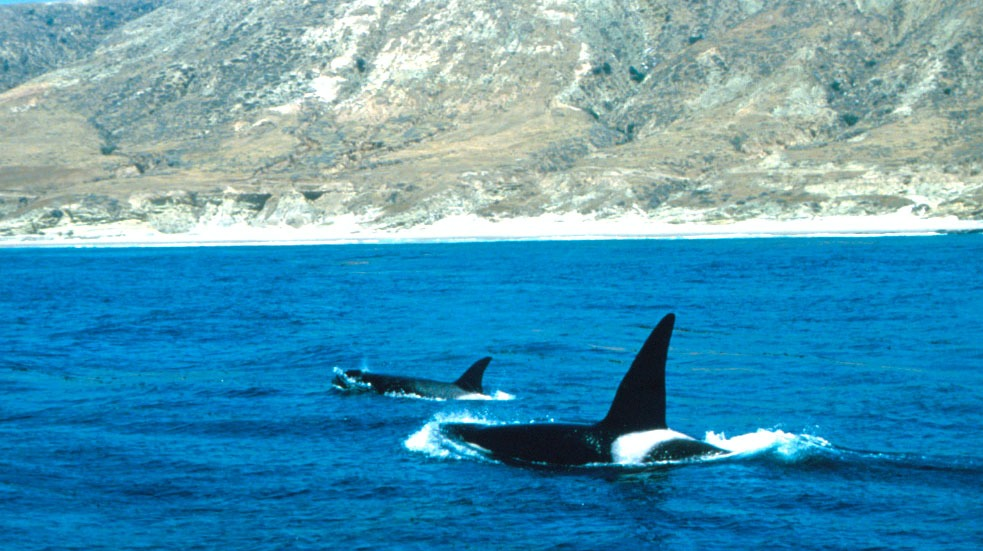
Puercas en la isla Santa Rosa.

### Historia reciente
La Fuerza Aérea de los Estados Unidos mantuvo una base de radar en la isla durante la Guerra Fría.
A finales de la década de 1970, le fueron concedidos a la Mobil Oil Corporation los derechos de exploración en la isla. Se utilizaron explosivos y métodos de exploración vibro-sísmicos. En aquel momento se hicieron mapas geológicos y extensos exámenes del terreno. 
En la década de 1980, la isla de Santa Rosa estaba incluida dentro del parque nacional de las Islas de Canal. Los dueños de la isla desde el año 1902, los rancheros Vail & Vickers de Santa Bárbara, se opusieron a la inclusión de la isla en el parque. Vail & Vickers  utilizaban la isla como rancho para el ganado y reserva privada de caza. Vail & Vickers negoció con éxito para hacer que la legislación estipule que la compra de su tierra sería la prioridad más elevada del parque nacional de las islas de canal. Vail & Vickers vendió voluntariamente la isla en 1986 por un valor estipulado de casi 30 millones de dólares. El acuerdo inicial de permitir la continuación de la operación del rancho y de caza por tres meses fue extendido bajo una serie de permisos especiales de uso publicados por el servicio de parque nacional. Un pleito por la Asociación de la Conservación de los Parques Nacionales en 1996 dio lugar a un acuerdo de establecimiento aprobado por la corte de la retirada  de todo el ganado de la isla y un programa de fases en la reducción por Vail & Vickers de los ciervos y de los alces foráneos antes del año 2011.

## Ecología

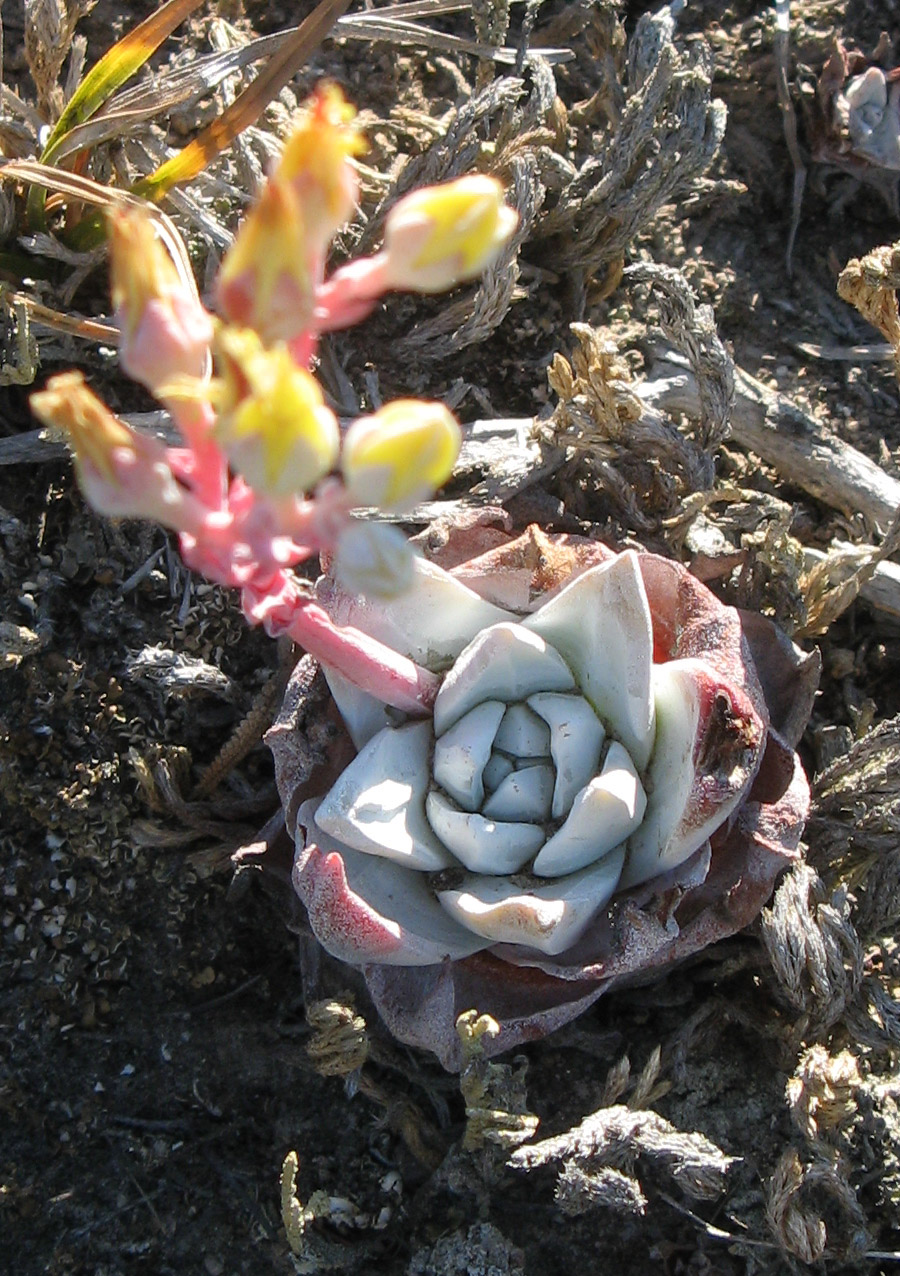
Munchkin Dudleya, endemismo de la isla.

Una variedad del Pino de Torrey (Pinus torreyana var. insularis) crece en la isla. Se calcula que la población de esta especie amenazada es de unos 1000 árboles. Hogan postula que el P. torreyana fue traído a la isla desde las tierras de la zona de Costa Central por el pueblo Chumash usando canoas de tablones. El roble de la isla (Quercus tomentella) es nativo de la isla.
Los gansos terrestres, los ratones gigantes y el mamut enano están extintos, mientras que el zorro isleño, la mofeta manchada, y la "dudleya de munchkin" (Dudleya gnoma) (una de las seis especies endémicas de plantas en la isla) todavía viven allí. La isla alberga a una de las tres únicas poblaciones conocidas de Hoffman's rockcress.
Sus aguas circundantes sirven como vivero inestimable para la vida del mar que alimenta mamíferos marinos y aves marinas más grandes.
El raro y endémico liquen Caloplaca obamae, descubierto en el 2007 y descrito por Kerry Knudsen en el 2009, conmemora al presidente de los Estados Unidos Barack Obama.

## Imágenes de la isla Santa Rosa

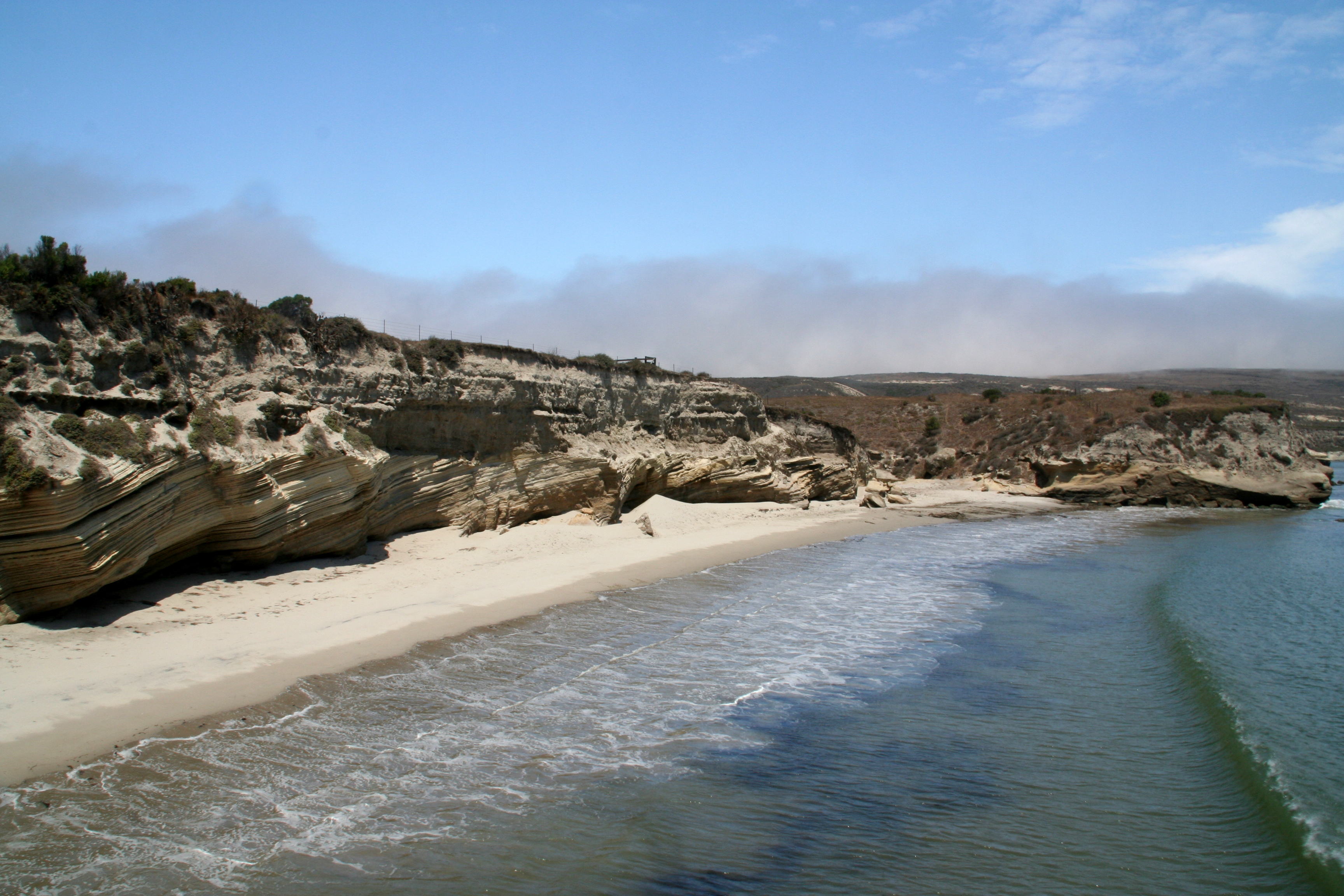
Playa junto al embarcadero
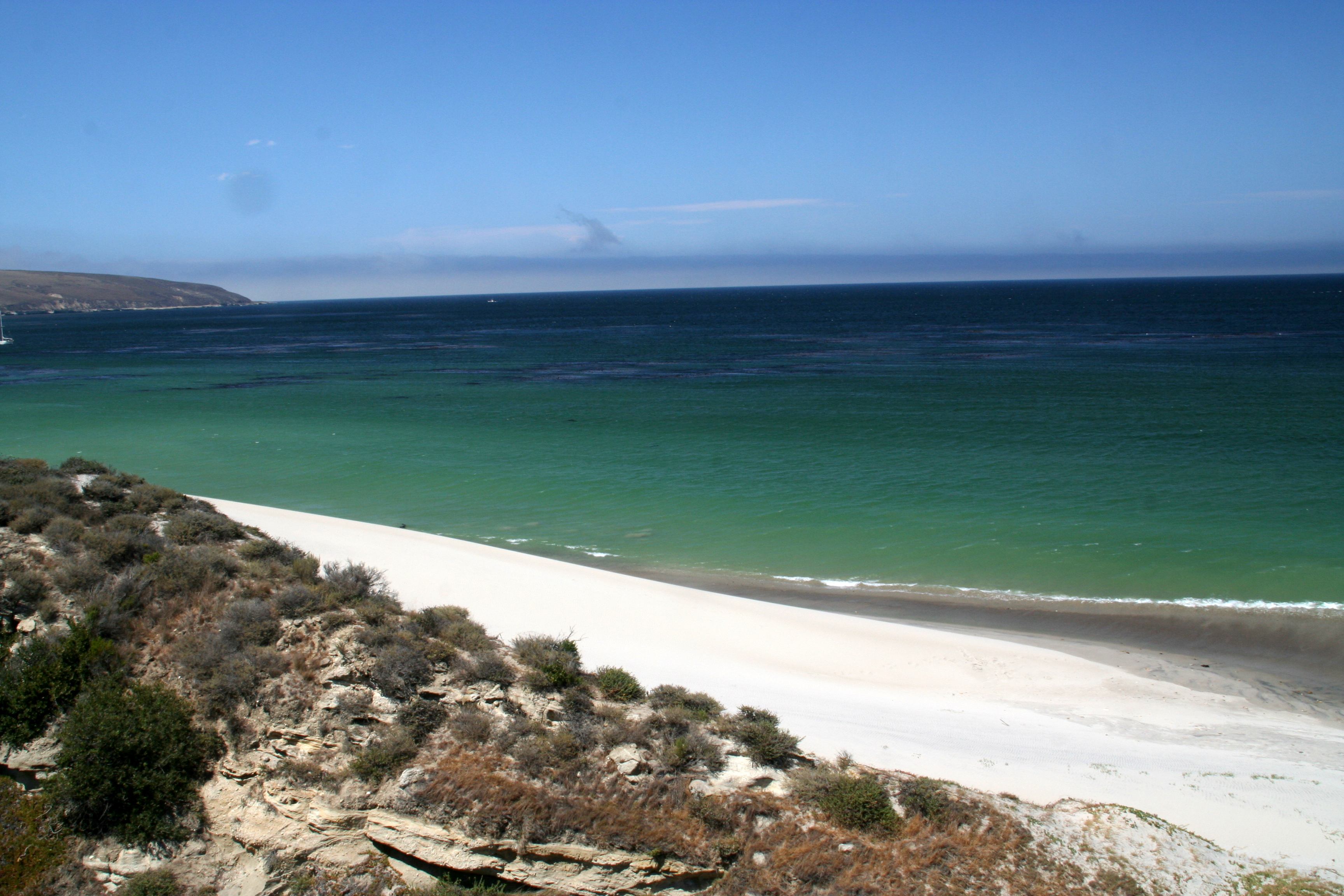
Playa White Sand
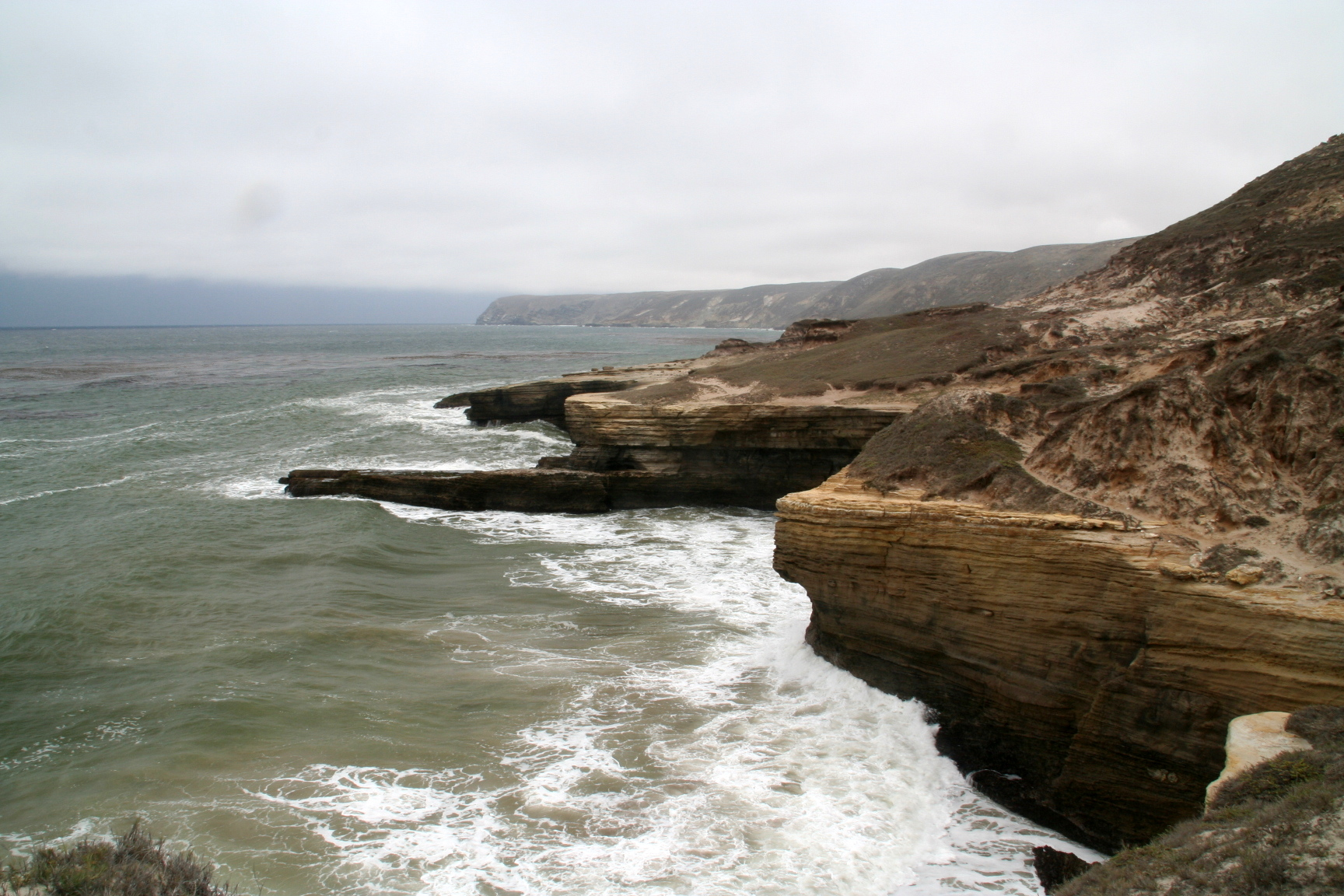
La parte norte de la isla
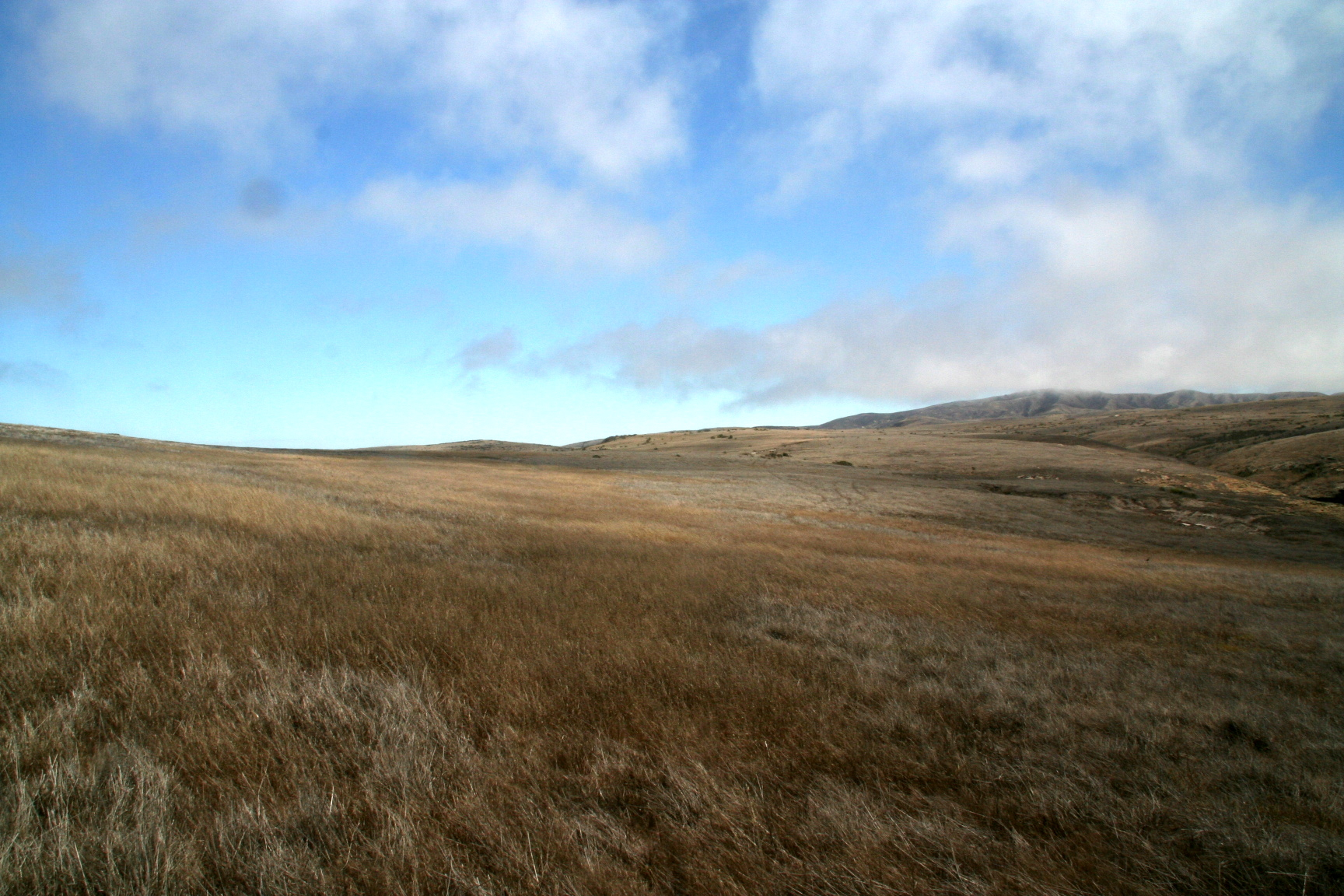
Vista de la isla